# ロジオニン
ロジオニン (rhodionin) は、イワベンケイ属 (Rhodiola) 植物に含まれるヘルバセチンラムノース配糖体である。